# Wapen van Groet

Het wapen van Groet

Het wapen van Groet is op 22 oktober 1817 bij besluit van de Hoge Raad van Adel aan de voormalige gemeente Groet bevestigd. Op 1 januari 1834 is de gemeente opgegaan in de gemeente Schoorl. Het wapen van Schoorl, dat pas in 1925 aan de gemeente werd verleend, toont de leeuw uit het wapen van Groet. Op 1 januari 2001 werd Schoorl opgeheven en ging de gemeente op in Bergen. In het wapen van Bergen zijn geen elementen uit het wapen van Groet overgenomen.

## Geschiedenis
Sierksma schrijft de herkomst van de leeuw uit het wapen van Schoorl (en daarmee indirect de leeuw uit het wapen van Groet) toe aan de graven van Holland, die de heerlijkheid Schoorl gedurende lange tijd in bezit hadden. In 1949 verscheen echter een publicatie door Mr. J. Belonje, die de leeuw in verband bracht met het wapen van de familie Brederode, die een rode klimmende leeuw op een geel veld voerde, met over de borst een blauwe barensteel, zoals op het wapen van Langerak. De plaats Groet viel in de zestiende eeuw onder het baljuwschap van Brederode, wat het gebruik van het wapen van dit geslacht logisch verklaart.

## Blazoenering
De beschrijving van 26 juni 1816 luidt als volgt:
Van goud, beladen met een staande leeuw van keel, verzeld en pointe van een lambel van drie pendants van lazuur.
In gangbaar Nederlands: het wapen toont een rode klimmende leeuw op een geel veld, met daaronder een blauwe barensteel met drie hangers. De heraldische kleuren in het wapen zijn goud (geel), keel (rood) en lazuur (blauw).

## Verwante wapens

Het wapen van Langerak
Het wapen van Schoorl

Abbekerk
· Akersloot
· Andijk
· Ankeveen
· Anna Paulowna
· Assendelft
· Avenhorn
· Barsingerhorn
· Beemster
· Beets
· Bennebroek
· Berkenrode
· Berkhout
· Bijlmermeer
· Blokker
· Bovenkarspel
· Broek in Waterland
· Broek op Langedijk
· Buiksloot
· Bussum
· Callantsoog
· De Rijp
· Egmond
· Egmond aan Zee
· Egmond-Binnen
· Graft
·  Graft-De Rijp
· 's-Graveland
· Groet
· Grootebroek
· Grosthuizen
· Haarlemmerliede
· Haarlemmerliede en Spaarnwoude
· Harenkarspel
· Heerhugowaard
· Hensbroek
· Hoogkarspel
· Hoogwoud
· Ilpendam
· Jisp
· Kalslagen
· Katwoude
· Koedijk
· Koog aan de Zaan
· Kortenhoef
· Krommenie
· Kwadijk
· Langedijk
· Leimuiden
· Limmen
· Marken
· Middelie
· Midwoud
· Monnickendam
· Muiden
· Naarden
· Nederhorst den Berg
· Nibbixwoud
· Niedorp
· Nieuwe Niedorp
· Nieuwendam
· Nieuwer-Amstel
· Noord-Scharwoude
· Noorder-Koggenland
· Obdam
· Oosthuizen
· Opperdoes
· Oterleek
· Oude Niedorp
· Oudendijk
· Oudkarspel
· Oudorp
· Petten
· Ransdorp
· Schardam
· Scharwoude
· Schellingwoude
· Schellinkhout
· Schermer
· Schermerhorn
· Schoorl
· Schoten
· Sijbekarspel
· Sint Maarten
· Sint Pancras
· Sloten
· Spaarndam
· Spaarnwoude
· Spanbroek
· Twisk
· Urk
· Ursem
· Veenhuizen
· Venhuizen
· Warder
· Warmenhuizen
· Waverveen
· Weesp
· Weesperkarspel
· Wervershoof
· Wester-Koggenland
· Westwoud
· Westzaan
· Wieringen
· Wieringermeer
· Wieringerwaard
· Wijdenes
. Wijdewormer
. Wijk aan Zee en Duin
· Wimmenum
· Winkel
· Wognum
· Wormer
· Wormerveer
· Zaandam
· Zaandijk
· Zeevang
· Zijpe
· Zuid-Scharwoude
· Zuid- en Noord-Schermer
· Zwaag

Dorpswapens:
Hauwert
· Volendam
· Zwaagdijk-West